# Jamstack
Jamstack, précédemment stylisé JAMStack, est l'acronyme pour JavaScript, API et Markup (généré par un générateur de site statique) et a été inventé par Mathias Biilmann, PDG de Netlify en 2015. Dans les sites Web utilisant l'architecture Jamstack, la logique de l'application réside généralement du côté client (par exemple, la caisse de commerce électronique intégrée qui interagit avec le contenu statique prérendu), sans être étroitement couplée au serveur back-office. Ils sont principalement servis avec un CMS basé sur Git ou un CMS headless (en),. Netlify organise chaque année une conférence appelée « Popular Jamstack » qui est coorganisée, entre autres, par Vercel et Cloudflare Pages
Le Jamstack n'est pas un framework, mais est plutôt défini par Jamstack.org comme un modèle d'architecture.